# Herman Vogel
Herman Vogel, slovenski pesnik, publicist in prevajalec, * 17. julij 1941, Lom, † 17. maj 1989, Maribor.

## Življenjepis
Herman Vogel, rojen v mnogoštevilni družini, je osnovno šolo in nižjo gimnazijo obiskoval v Mežici, višjo pa na Ravnah na Koroškem. Na ljubljanski filozofski fakulteti je študiral slavistiko. Diplomiral je leta 1967. Po odsluženem vojaškem roku se je zaposlil kot novinar pri Delu. Kasneje je bil imenovan za glavnega urednika Založbe Obzorja v Mariboru. Od 1980 do 1983 je bil direktor Matice. 
Njegova življenjska pot se je nesrečno končala. Utonil je v Dravi.

## Voglov poetični izraz
Herman Vogel v svojih pesmih z modernističnimi pesniškimi sredstvi, z ironijo in paradoksom izraža dvom o umetništvu poezije, dokazuje to misel z razglasjem med besedo in predmetom ter se zateka v polsanjski svet idealnega, neresničnega, ki je v nasprotju z ustaljenimi pojmi o zgodovini, domovini, mateinstvu, smislu, redu, ljubezni in ustvarjalnosti. Zapira se v svet odčaranosti, nedoločljive bolečine, okrutnosti in trpkosti; zaveda se nečesa neizrekljivega, kar se v odsevu in odblesku luči, ognja in bleščave spreminja v dim in pepel.

## Pesniške zbirke
- Razdalje rastejo (1968), (ni povezave z bazo COBIS.SI)
- Ko bom bog postal (1970) (COBISS)
- Romantika je bila iz groba vstala (1974), (ni povezave z bazo COBIS.SI)
- Osoje (1977), (ni povezave z bazo COBIS.SI)
- Pajčevina in sveder (1989) (COBISS)